# Sarah McBride
Sarah McBride (tên thật Tim McBride; sinh ngày 09 tháng 8 năm 1990) là một nhà hoạt động kiêm chính trị gia người Mỹ, đồng thời là thượng nghị sĩ Delaware từ tháng 1 năm 2021. Anh từng là Thư ký Báo chí Quốc gia của tổ chức Chiến dịch Nhân quyền. Sau khi giành chiến thắng trong cuộc bầu cử sơ bộ của đảng Dân chủ ngày 15 tháng 9 năm 2020 tại khu vực Thượng viện bang Delaware số 1 của đảng này, anh đã giành chiến thắng trong cuộc bầu cử tháng 11 năm 2020. McBride là người chuyển giới đầu tiên trong lịch sử Hoa Kỳ giữ vị trí thượng nghị sĩ một tiểu bang.
McBride được đánh giá cao khi xúc tiến thông qua đạo luật cấm phân biệt đối xử trên cơ sở bản dạng giới trong việc làm, nhà ở, bảo hiểm và chỗ ở công cộng tại tiểu bang Delaware. Vào tháng 7 năm 2016, anh trở thành diễn giả tại Đại hội Quốc gia của đảng Dân chủ, trở thành người chuyển giới đầu tiên phát biểu tại một kỳ đại hội đảng có tầm cỡ trong lịch sử Hoa Kỳ.

## Tiểu sử
Sarah McBride sinh ra ở Wilmington, Delaware, có cha tên là David và mẹ là Sally McBride. Trước khi công khai xu hướng tình dục, McBride là nhân viên phụ trách các chiến dịch tranh cử tại Delaware, làm việc trong một số chiến dịch bao gồm chiến dịch tranh cử năm 2010 của Bộ trưởng Tư pháp Delaware Beau Biden và chiến dịch tranh cử năm 2008 của Thống đốc Jack Markell. Năm 2011, McBride được bầu làm chủ tịch hội sinh viên tại Đại học Mỹ. Trong tuần cuối cùng giữ vai trò chủ tịch hội sinh viên, McBride đã thu hút sự chú ý của cộng đồng quốc tế khi xuất hiện với tư cách là một phụ nữ chuyển giới trên tờ báo sinh viên của trường đại học này.
Việc McBride công khai xu hướng tình dục đã được các hãng thông tấn như NPR, The Huffington Post, và Born This Way Foundation của Lady Gaga đăng tải. Sau khi công khai giới tính, McBride nhận được cuộc gọi từ Tổng chưởng lý Delaware Beau Biden. Trong cuộc gọi, ông đã nói rằng: "Sarah, tôi chỉ muốn cô biết rằng, tôi rất tự hào về cô. Tôi quý trọng cô và luôn coi cô là một phần của gia đình Biden". Phó Tổng thống Joe Biden cũng bày tỏ tình cảm tương tự, chia sẻ rằng ông tự hào về anh và cảm thấy hạnh phúc cho anh. Năm 2012, McBride thực tập tại Nhà Trắng, trở thành người phụ nữ chuyển giới đầu tiên làm việc tại đây. McBride làm việc trong Văn phòng Tương tác Công chúng và Các vấn đề Liên chính phủ của Nhà Trắng, nơi anh làm việc về các vấn đề liên quan đến LGBT. Trong một bài phát biểu vào tháng 5 năm 2015, Đệ nhị phu nhân Jill Biden đã đề cập tới anh, đồng thời khẳng định: "Chúng tôi tin rằng những người trẻ nên được đánh giá cao về con người của họ, bất kể họ trông như thế nào, đến từ đâu, giới tính của họ hoặc người mà họ yêu thương".